# Liste von Persönlichkeiten aus Viggiù
Diese Liste enthält in Viggiù geborene Persönlichkeiten und solche, die in Viggiù ihren Wirkungskreis hatten, ohne dort geboren zu sein. Die Liste erhebt keinen Anspruch auf Vollständigkeit.

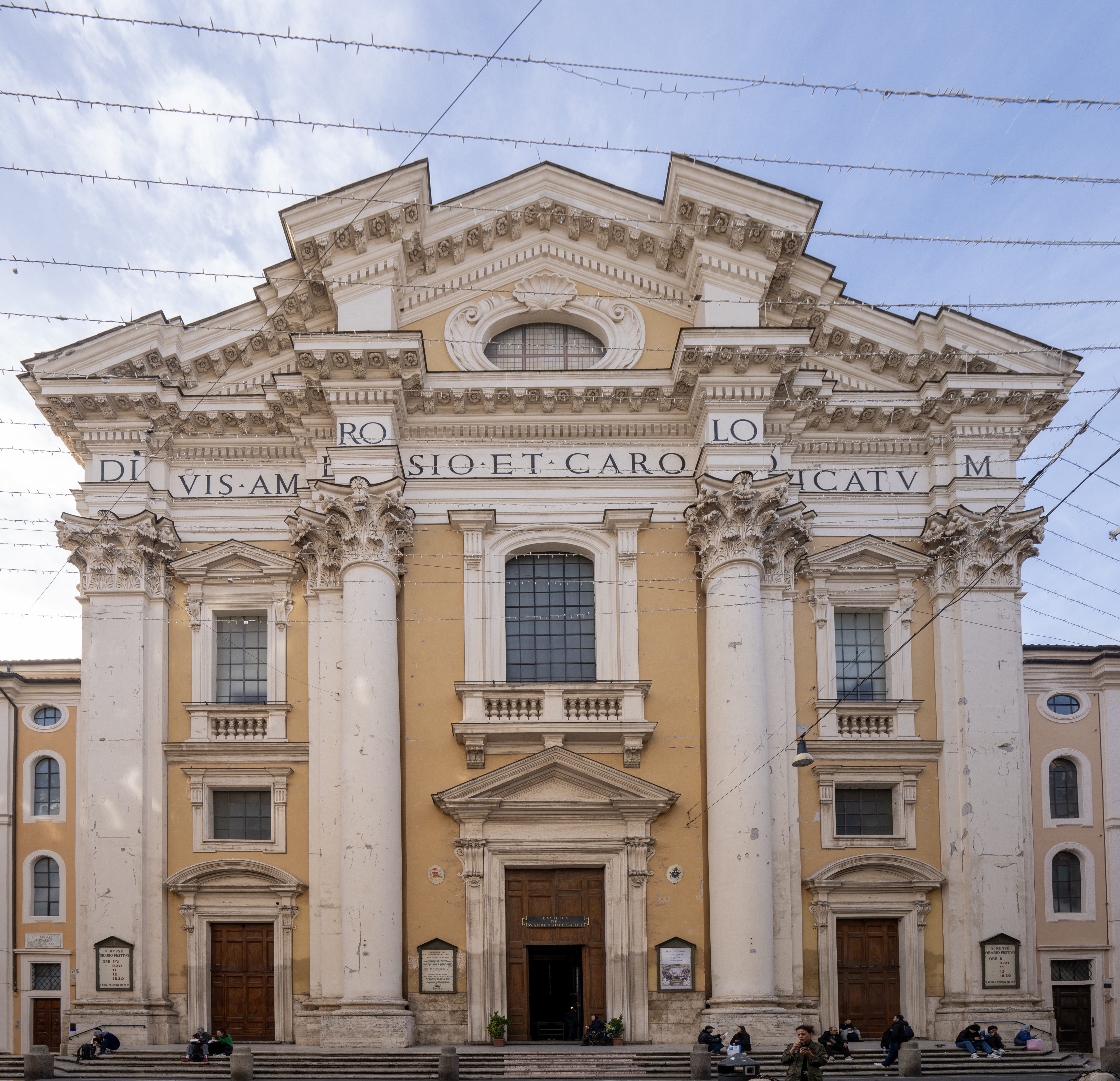
Onorio Longhi, Fassade der Kirche Santi Ambrogio e Carlo in Rom

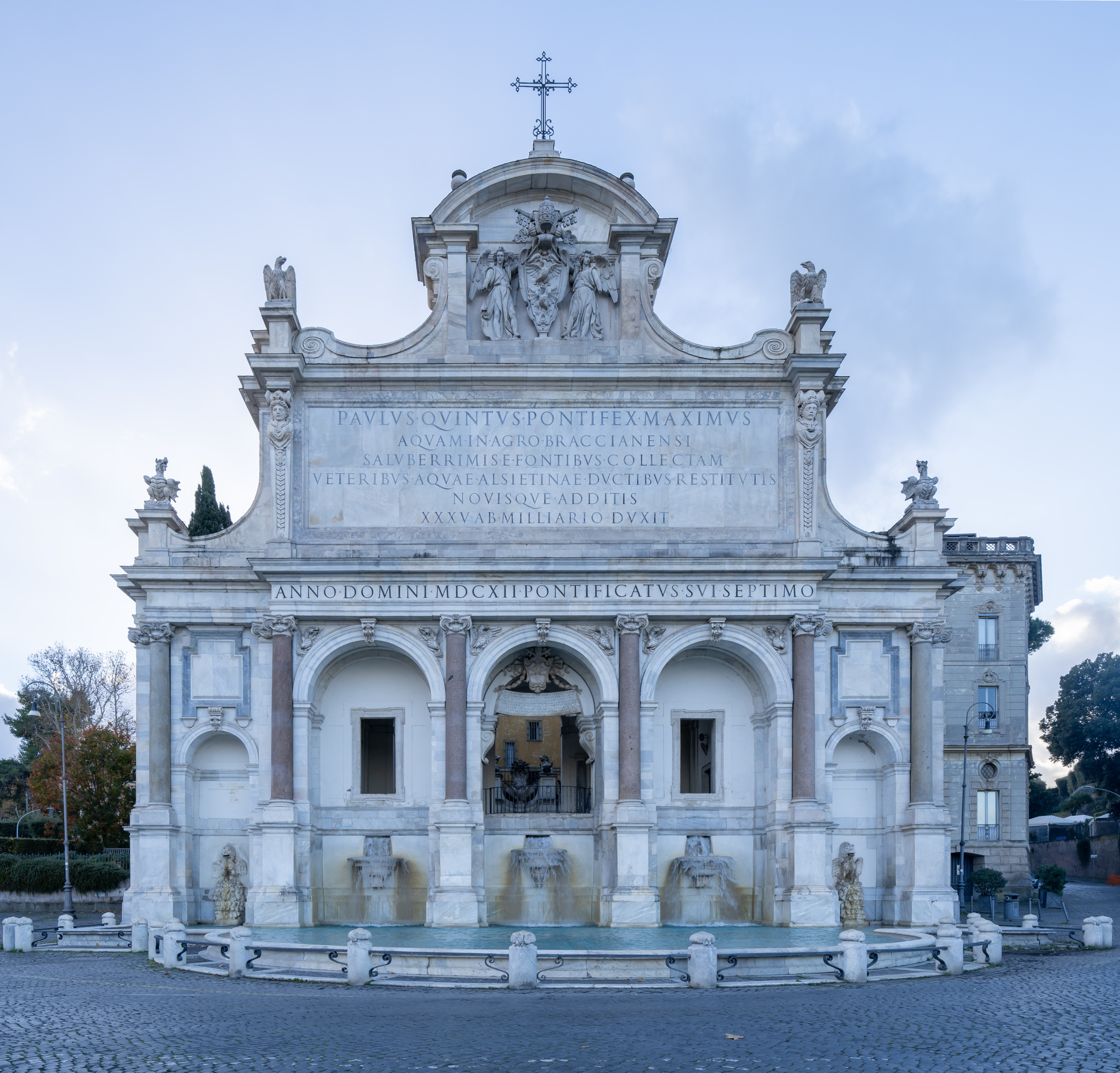
Flaminio Ponzio, Fontana Paola in Rom

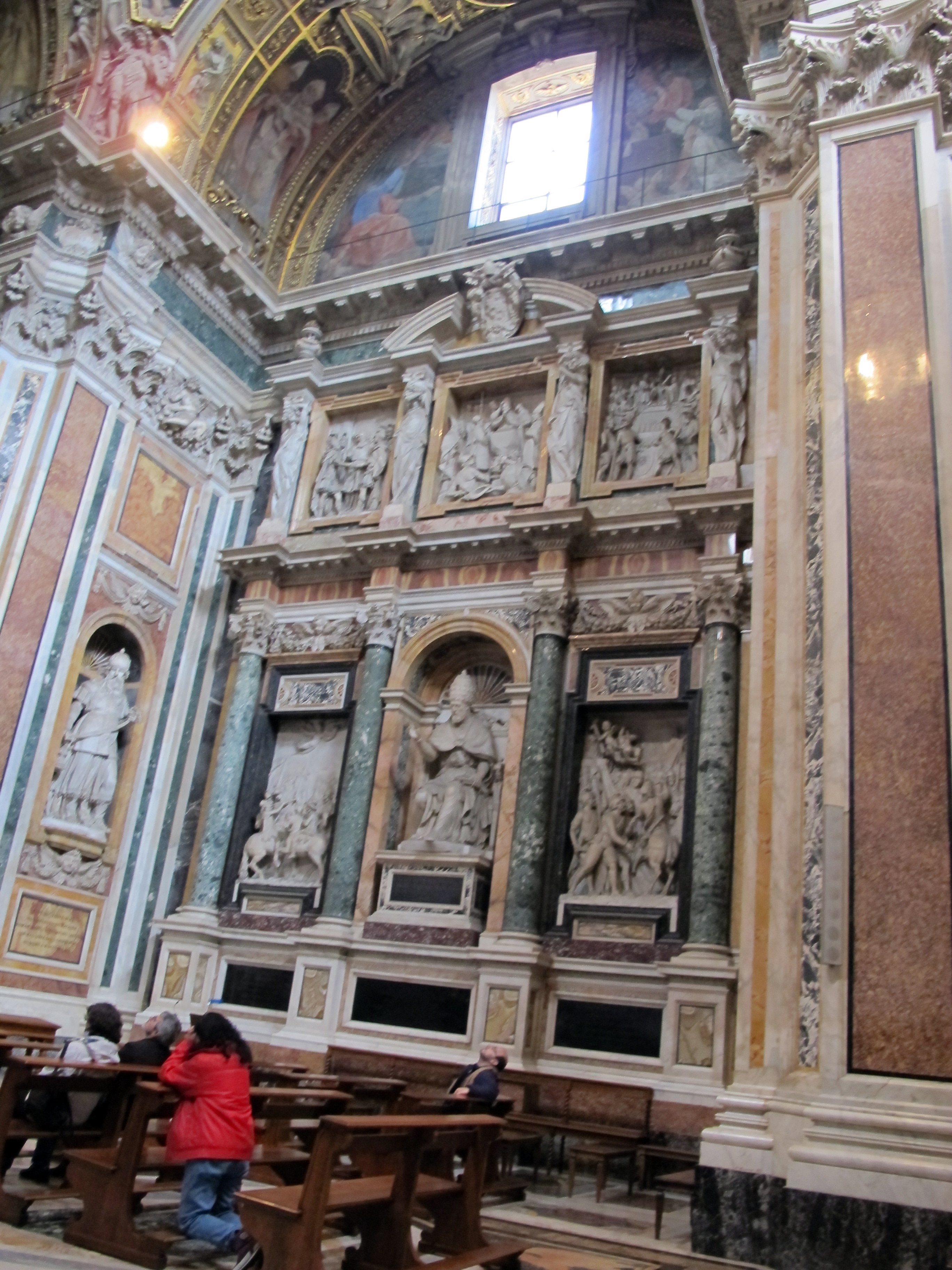
Flaminio Ponzio, Cappella Paolin in Rom

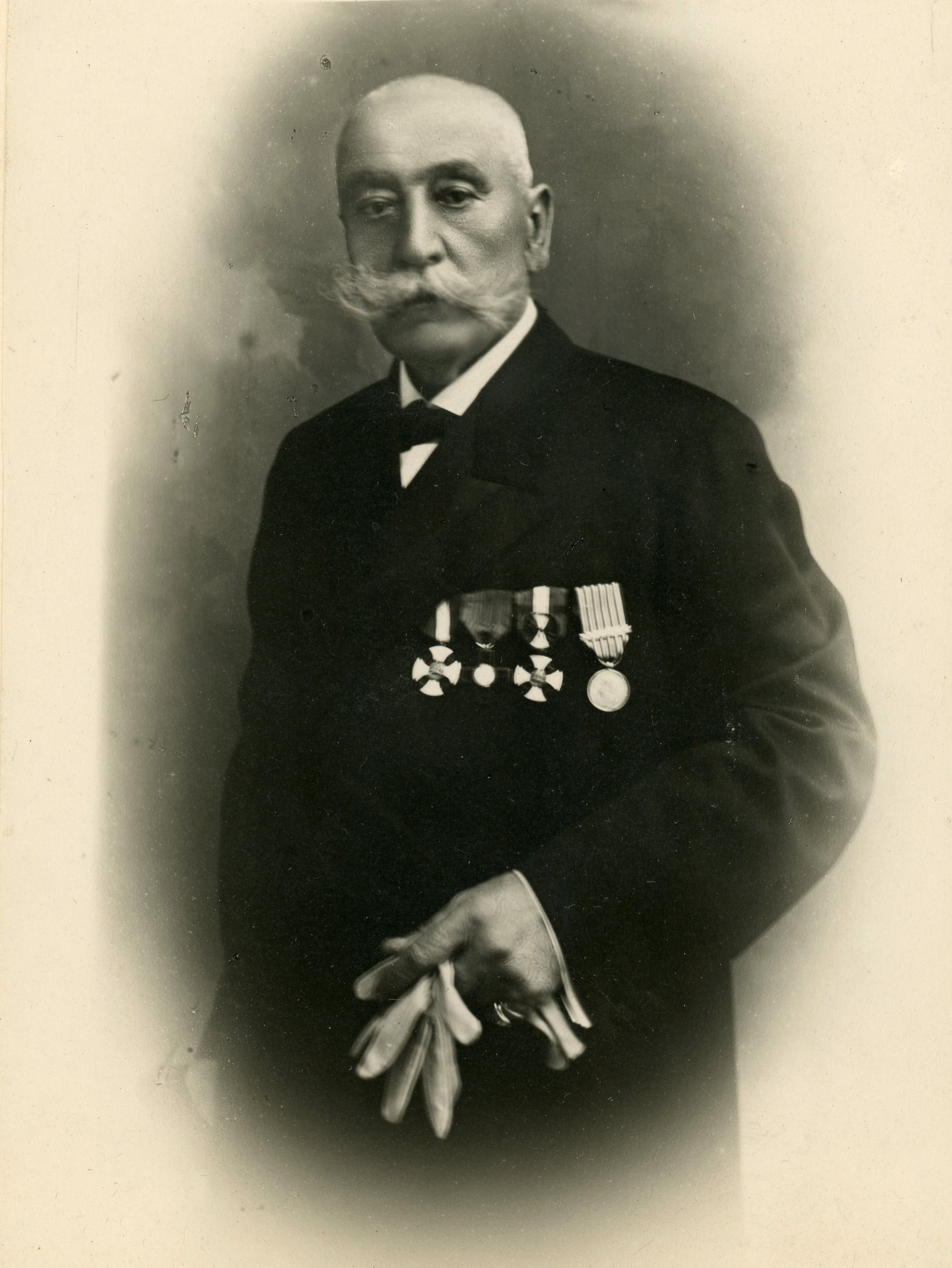
Felice Franzi

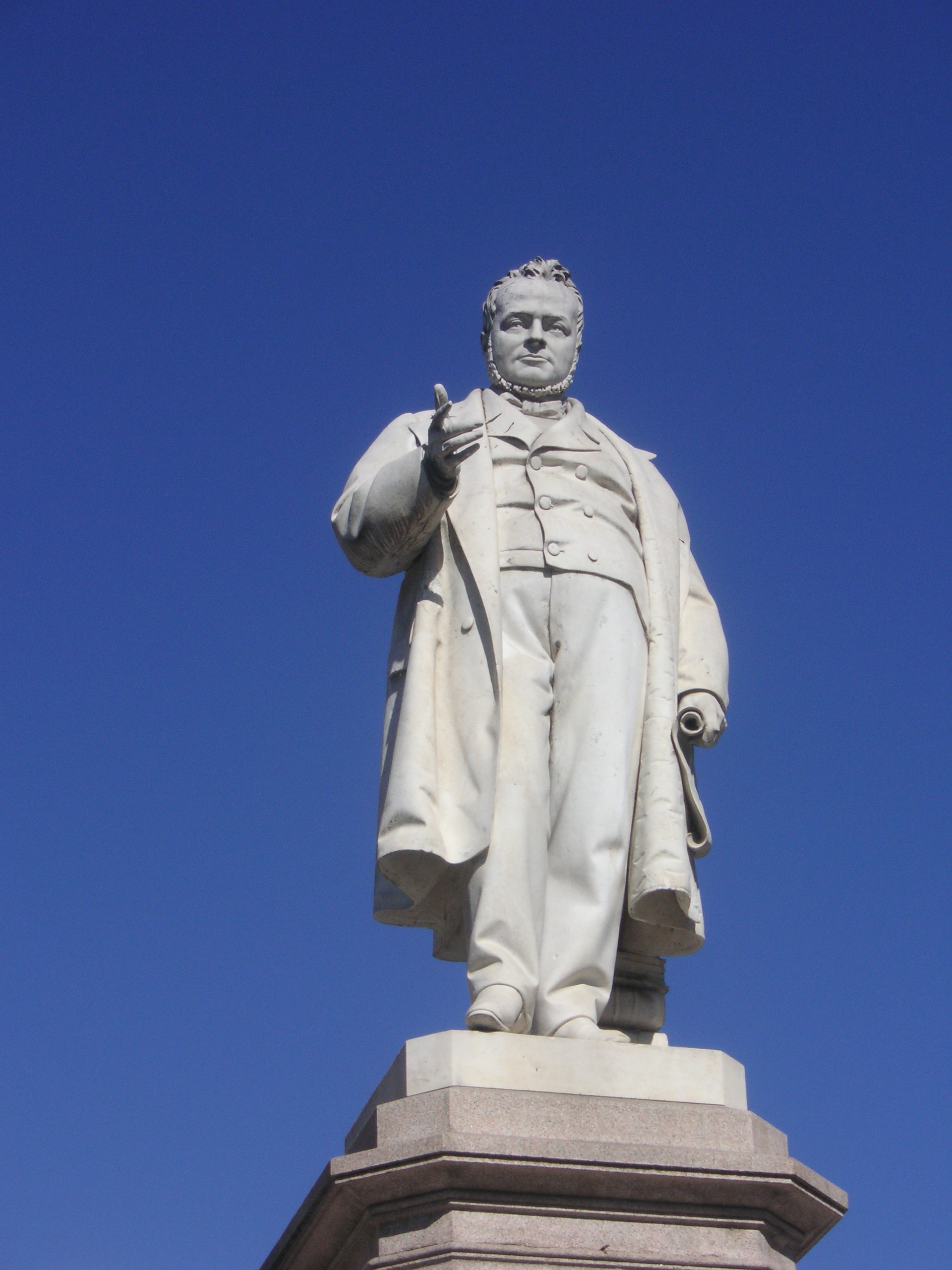
Giuseppe Argenti und Ercole Villa, Statue Camillo Benso Graf von Cavour in Vercelli

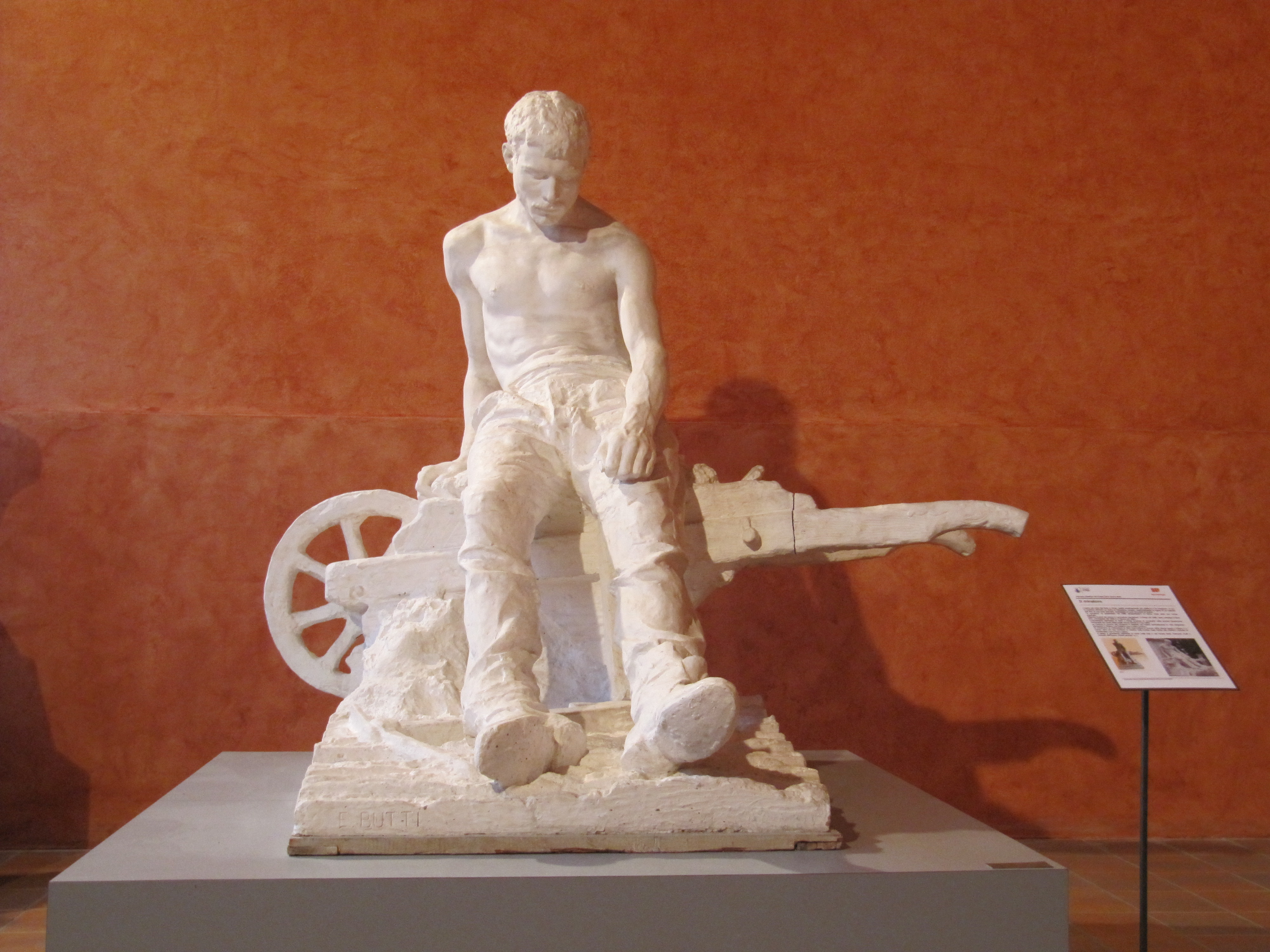
Enrico Butti, Il minatore 1889

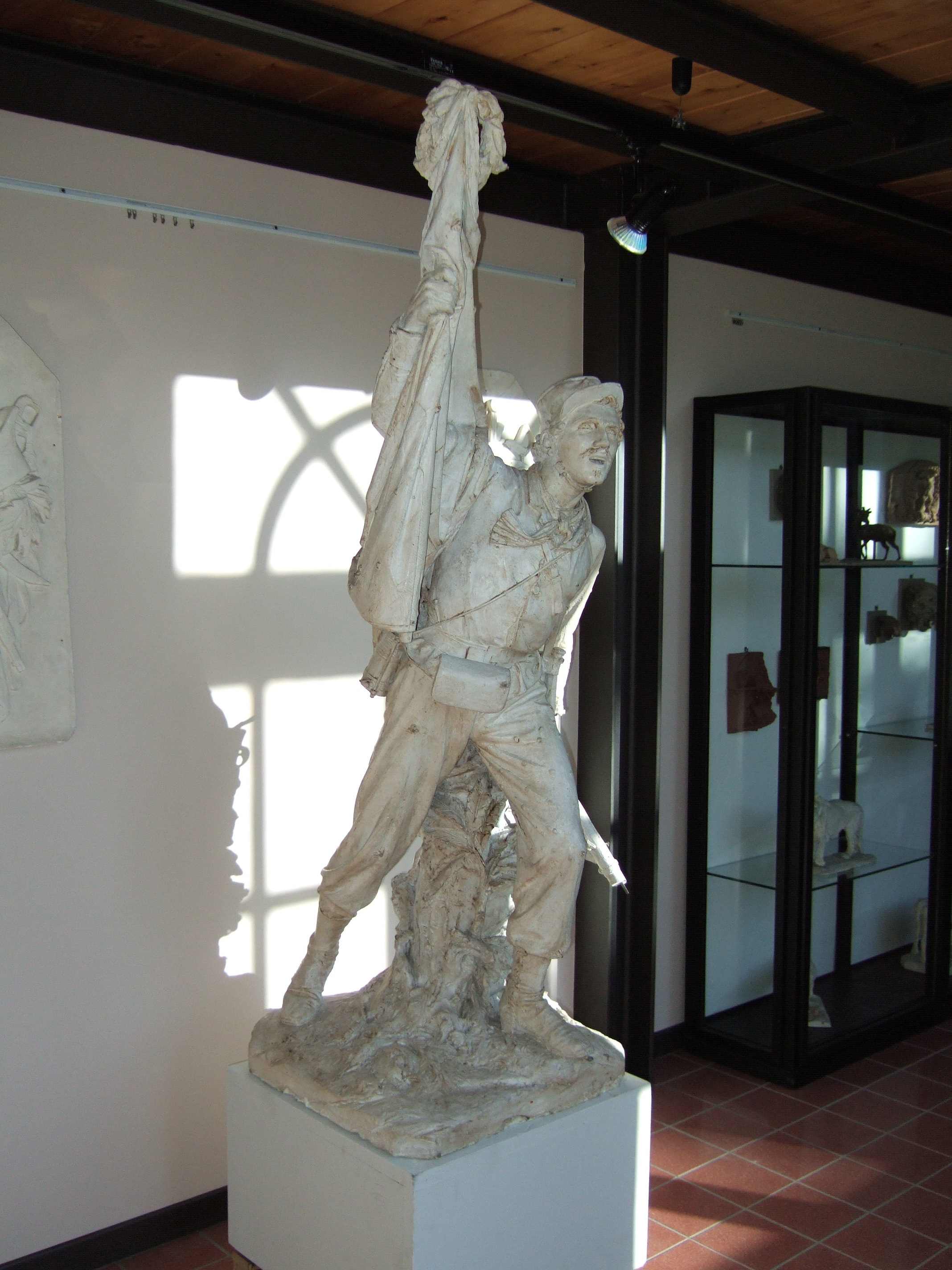
Varese, Luigi Buzzi Leone, Cacciatore delle Alpi

## Persönlichkeiten
- Antonio da Viggiù (* um 1530 in Viggiù; † nach 1591 in Mailand?). Bildhauer in Mailänder Dom, Schuler des Cristoforo Solari genannt il Gobbo tätig von 1556 bis 1590.[1]
- Künstlerfamilie Longhi[2]
  - Nicolò de Longhi (* um 1475 in Viggiù; † nach 1515 ebenda ?), Schwager von Giovanni Giacomo Della Porta, Bildhauer in Acqui und Genua[3]
  - Alessio Longhi (* um 1480 in Viggiù; † nach 1535 in Trient), Bildhauer, Architekt[4]
  - Martino Longhi der Ältere, genannt il Vecchio (* um 1530–1591), ein italienischer Architekt.
  - Onorio Longhi (1568–1619), ein italienischer Architekt.
  - Silla Giacomo Longhi, genannt Silla da Viggiù (* 21. Dezember 1569 in Viggiù; † 29. Dezember 1622 in Rom), Sohn des Tommaso, Bildhauer in Rom, Neapel, Bologna[5]
  - Stefano Longhi (* um 1675 in Viggiù; † nach 1612 in Rom), Bildhauer in der Basilika Santa Maria Maggiore[6]
  - Martino Longhi der Jüngere, italienisch Martino Longhi il Giovane (1602–1660), ein italienischer Architekt
  - Guido Antonio Longhi (* 9. Mai 1691 in Viggiù; † 21. Juli 1756 ebenda), Sohn des Bernardo, Architekt in Kobyłka.[2][7]
  - Gabriele Longhi (* 1737 in Viggiù; † 1829 ebenda), Bildhauer, Architekt in Viggù, Tirano, Isola, Malnate[8]
- Flaminio Ponzio  (* 5. April 1560 in Viggiù; † 6. Juli 1613 in Rom), Architekt des Papstes Paul V.[9]

- Künstlerfamilie Buzzi
  - Giovanni Antonio Buzzi (* um 1520 in Viggiù; † vor 1579 in Rom), ein italienischer Bildhauer[10]
  - Marco Antonio Buzzi (* um 1530 in Viggiù; † nach 1567 in Rom), ein italienischer Bildhauer[11]
  - Gabriele Buzzi (* um 1550 in Viggiù; † nach 1605 in Rom), ein italienischer Bildhauer[12]
  - Lelio Buzzi (* um 1550 in Viggiù; † nach 1593 in Brescia), ein italienischer Bildhauer[13]
  - Ippolito Buzzi (* um 1562 in Viggiù; † vor 24. Oktober 1634 in Rom), ein italienischer Bildhauer[14]
  - Carlo Buzzi (* 1577 in Viggiù; † 1649 ebenda), Sohn des Lelio, ein italienischer Maler und Architekt tätig in Mailand, Saronno und Talamona[15]
  - Carlo Buzzi (* um 1600 in Viggiù; † nach 1668 ebenda), Architekt tätig im Mailänder Dom (1644–1645) und in Dom zu Como (1653)[16]
  - Giovanni Battista Buzzi (* um 1600 in Viggiù; † nach 1648 ebenda), Bildhauer tätig im Mailänder Dom[17]
  - Bernardo Buzzi (* um 1680 in Viggiù; † nach 1724 in Lucca?), Steinmetz[18]
  - Girolamo Buzzi (* um 1700 in Viggù; † nach 1750 ebenda), Bildhauer schuf in der Wallfahrtskirche Madonna del Sasso bei Locarno.
  - Elia Vincenzo Buzzi (* 5. Mai 1708 in Viggiù; † 14. September 1780 ebenda), Bildhauer[19][20]
  - Giuseppe Buzzi (* um 1760 in Viggiù; † nach 1835 ebenda), Bildhauer in Mailand und Piacenza[21]
  - Giovanni Battista Buzzi-Donelli (* um 1770 in Viggiù; † nach 1821 ebenda), Bildhauer in Mailand[22][23]
  - Giacomo Buzzi Leone genannt il Maometto (* um 1800 in Viggiù; † 14. September 1780 ebenda), Bildhauer in Mailand, in Alexandria, in Kairo, in Novara.[24]
  - Luigi Buzzi Leone genannt il preciso (* 24. November 1823 in Viggiù; † 14. März 1909 ebenda), Sohn des Giacomo, Bildhauer in Mailand, in Varese, in Viggiù.[25]
  - Pietro Buzzi-Donelli (* 1854 in Viggiù; † 1904 ebenda), Bildhauer in Mailand[26]

- Künstlerfamilie Argenti

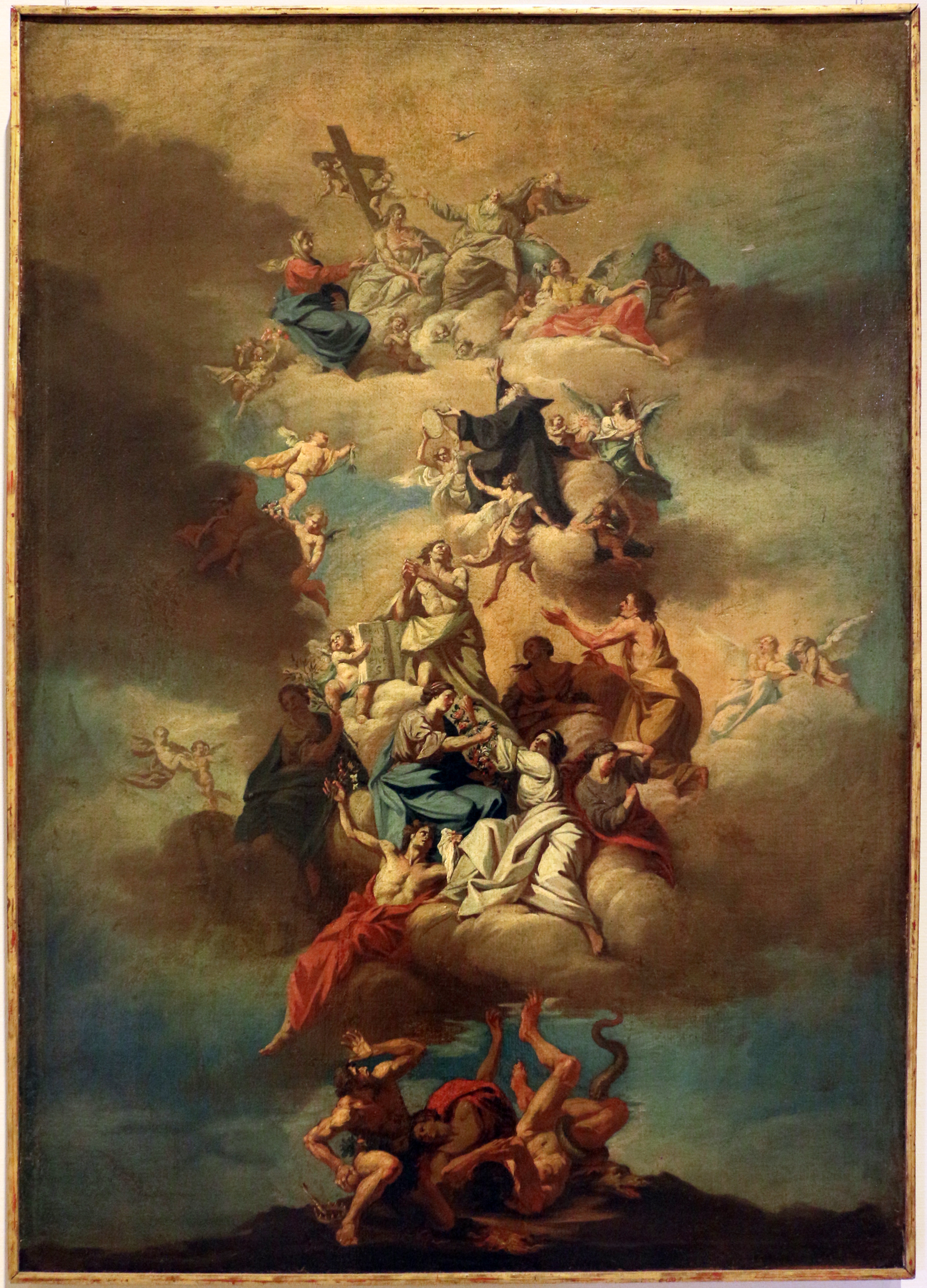
Carlo Maria Giudici, Gloria di San Francesco di Paola, Mailand, Kirche San Francesco di Paola

  - Carlo Gerolamo Argenti (* um 1700 in Viggiù; † nach 1737 in Borgosesia?), Bildhauer schuf Werke in der Pfarrkirche Sant’Eusebio von Valle Mosso (1727), Hochaltäre in der Pfarrkirche von Mosso (1735), in der Wallfahrtskirche von Biella, in der Madonna del Sasso bei Locarno, in der Pfarrkirche von Crevalcore (1733).
  - Francesco Maria Argenti (* 1783 in Viggiù; † 10. September 1818 ebenda), ein Italienischer Architekt, Dozent in der Accademia di Belle Arti di Brera (1814–1818), er projektierte die Fontana del Mosè am Sacro Monte di Varese[27]
  - Giuseppe Argenti (* 21. März 1811 in Viggiù; † 5. Juni 1876 Novara), Bildhauer tätig in Mailand, Vercelli, Novara, Galliate, Bellinzago Novarese.
  - Giosuè Argenti (* 7. Februar 1819 in Viggiù; † 29. November 1901 ebenda), Schuler von Pompeo Marchesi, Bildhauer in Mailand, Rom, Cunardo, Viggiù.[28][29]
  - Antonio Argenti (* 27. März 1845 in Viggiù; † 5. Oktober 1916 ebenda), Bruder von Giosuè, ein Italienischer Bildhauer[30][31]

- Künstlerfamilie Giudici
  - Francesco Maria Giudici (* um 1680 in Viggiù; † 1768 in Vercelli?), Bildhauer in Turin, Castello di Rivoli, Roasio und Salussola[32]
  - Bernardo Giudice (* um 1715 in Vigiù; † 1789 ebenda ?), Bildhauer schuf zusammen mit seinen Söhnen Luigi und Ignazio in der Kirche San Giovanni in Nizza Monferrato[33]
  - Giovan Domenico Giudice (* um 1700 in Viggiù; † nach 1736 ebenda ?), Sohn von Francesco Maria, Bildhauer an der Basilika von Superga in Turin und an der Kirche Sant’Andrea in Savigliano[34]
  - Carlo Maria Giudici (* 25. März 1723 in Viggiù; † 11. März 1804 in Mailand), Sohn des Giovanni Battista, ein Italienischer Bildhauer, Architekt und Maler[35][36]
  - Primo Giudici (* 4. Januar 1852 in Viggiù; † 27. Juni 1905 ebenda), Bildhauer in Mailand, Lodi (Lombardei), Casale Monferrato.[37]

- Antonio Bottinelli (* 8. September 1827 in Viggiù; † 26. September 1898 ebenda), Bildhauer in Rom, Mailand, Paris, Turin, Viggiù[38][39]
- Angelo Bottinelli (* 26. Januar 1854 in Viggiù; † 22. Oktober 1890 ebenda), Bildhauer in Mailand, Senigallia, Turin, Viggiù[40][41]

- Künstlerfamilie Butti

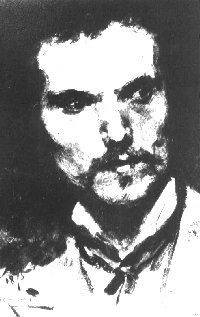
Enrico Butti

  - Guido Butti (* 3. April 1805 in Viggiù; † 8. August 1878 in Porto Ceresio), Bildhauer, Schüler von Gaetano Monti und Pompeo Marchesi, 1840 öffnete er sein Atelier in Mailand, danach emigrierte er nach Washington wo realisierte Statuen im Regierungspalast (Campidoglio). 1860 kehrte er nach Viggiù zurück wo er schuf die Statue San Giovanni Battista, den Basrelief Fuga in Egitto in der Pfarrkirche Santo Stefano, dir Statue Alceste morente heute in der Galleria d’Arte Moderna in Mailand.
  - Stefano Butti (* 28. Februar 1807 in Viggiù; † 8. März 1880 ebenda), Bildhauer, Bruder des Guido, in Turin realisierte die Statue des General Guglielmo Pepe, den Carlo Albertos Denkmal, den Denkmal Savoia, den Hoch relief San Carlo ed Emanuele Filiberto auf dem Portal der Kirche San Carlo Borromeo, und andere Werke in Viggiù.[42]
  - Enrico Butti (* 3. April 1847 in Viggiù; † 31. Januar 1932 ebenda), ein italienischer Bildhauer und Maler, Dozent für Skulpturen in der Accademia di Belle Arti di Brera.[43]

- Giovanni Antonio Garzoni(o) (* um 1530 in Viggiù; † nach 1590 in Isola Bisentina), Bildhauer, Architekt Nachfolger des Giacomo Barozzi da Vignola in Caprarola, Nepi, Isola Bisentina
- Stefano Borsano (* um 1700 in Viggiù; † nach 1736  ebenda ?), Baumeister in Turin[44]
- Giacomo Pellegatta (* 1768 in Viggiù; † 1850 ebenda), Maler in Mailand, Como, Varese, Viggiù.
- Carlo Romano (* 11. Juli 1810 in Viggiù; † 13. März 1883 in Mailand), Bildhauer in Mailand.
- Antonio Galli (* 5. Januar 1812 in Viggiù; † 23. September 1861 ebenda), Bildhauer in Mailand.
- Luigi Cocchi (* um 1820 in Viggiù; † nach 1875 ebenda), Bildhauer in Mailand.
- Domenico Piatti (* 6. Oktober 1848 in Viggiù; † 28. November 1915 in Cuneo), Bildhauer und Zeichner in Viggiù und in Cuneo.
- Antonio Piatti (* 12. Juni 1875 in Viggiù; † 29. August 1962 in Mailand), Maler, Bildhauer in Cuneo, in Mailand, Laveno, Schriftsteller.
- Fausto Papetti (1923–1999), Altsaxophonist.
- Gianni Danzi (1940–2007), Erzbischof in Loreto und Päpstlicher Gesandter für das Heiligtum in Loreto.
- Valerio Pocar (* 6. Juni 1944 in Viggiù), Rechtsanwalt, Rechtssoziologe, Universitätsprofessor.
- Aldo Nove (1967), (eigentlich Antonello Satta Centanin), Schriftsteller.